# A.J. Lawson

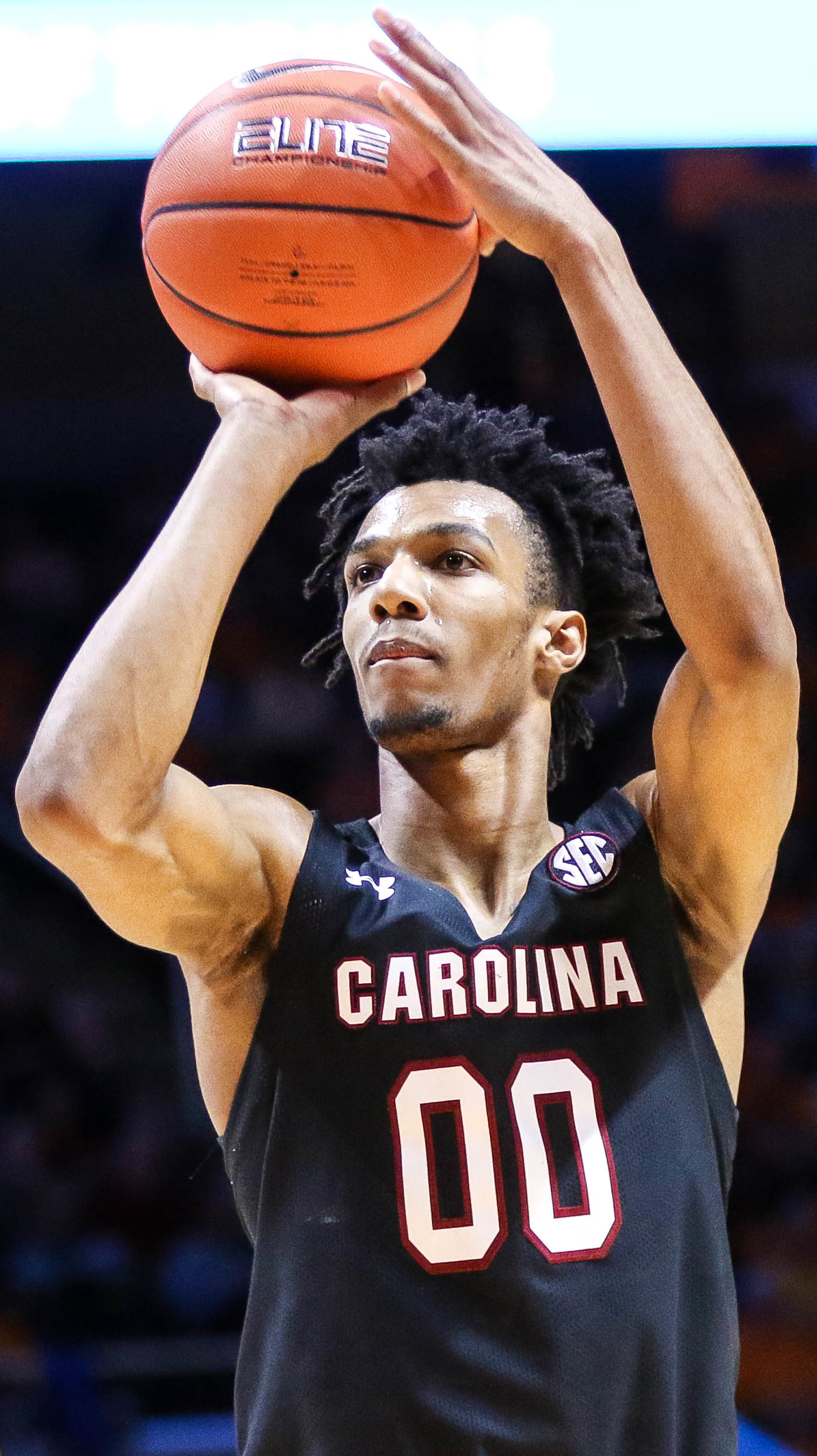
A.J. Lawson, 2020.

Anthony Randolph "A.J." Lawson, född 15 juli 2000 i Toronto i Ontario, är en kanadensisk professionell basketspelare (SG) som spelar för Toronto Raptors i National Basketball Association (NBA). Han har tidigare spelat för Minnesota Timberwolves och Dallas Mavericks.
Lawson blev aldrig NBA-draftad.
Innan han blev proffs studerade Lawson vid University of South Carolina och spelade för deras idrottsförening South Carolina Gamecocks.